# Quarzkrise
Als Quarzkrise wird eine existenzbedrohende und langfristige wirtschaftliche Krise der europäischen und amerikanischen Uhrenindustrie bezeichnet, die durch die fast vollständige Verdrängung der mechanischen Uhren durch die damals neuartigen elektronischen Uhren mit Quarztechnologie ausgelöst wurde. Sie dauerte von etwa 1970 bis Mitte der 1980er Jahre und umfasste gleichermaßen die Armbanduhren- wie die Großuhrenindustrie, also die Hersteller von Autouhren, Weckern, Tisch- und Wanduhren. Viele Unternehmen gingen in Konkurs, die Zahl der Beschäftigten in der traditionellen Uhrenbranche sank massiv.

## Geschichte

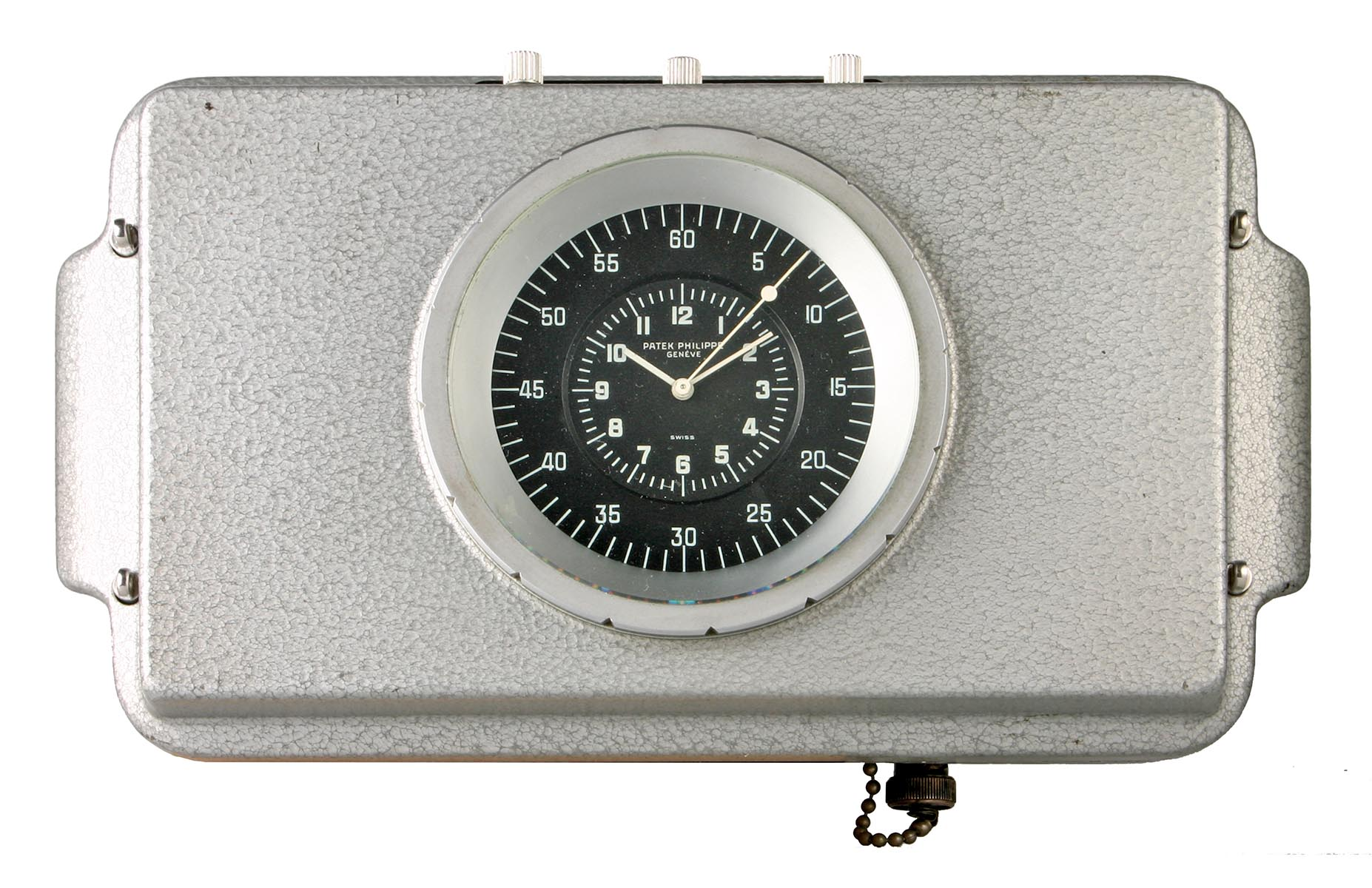
Pionier der tragbaren Batteriequarzuhr, Chronotome CC, Patek Philippe, Genf, 1963.

Erste in Kleinserien gefertigte Quarzuhren gab es bereits Anfang der 1930er Jahre. Sie waren noch extrem teure und unförmige Referenzzeitmesser für Labor und Industrie. In den 1940er und 1950er Jahren wurde mit tragbaren Quarzuhren experimentiert, die an einem hohen Stromverbrauch krankten und wegen der klobigen Batterien doch weitgehend ortsfest waren.
Mit der Halbleitertechnologie kündigte sich in den 1960er-Jahren ein Wandel an: Erste batteriegetriebene Tischquarzuhren, z. B. von Patek Philippe, Seiko oder Junghans, kamen auf den Markt. Aber auch diese Uhren waren deutlich teurer als hochwertige mechanische Zeitmesser.
Der Durchbruch beim Publikum gelang der Quarzuhr mit der Entwicklung von Integrierten Schaltkreisen für Teilerstufen, die Ende der 1960er Jahre verfügbar wurden. Dabei vollzog sich die Quarzrevolution fast gleichzeitig bei allen Uhrengruppen. Auf dem Massenmarkt durchgesetzt haben sich dabei zuerst die Autouhren, dann die restlichen Großuhren und schließlich die Armbanduhren.

### Autoquarzuhren

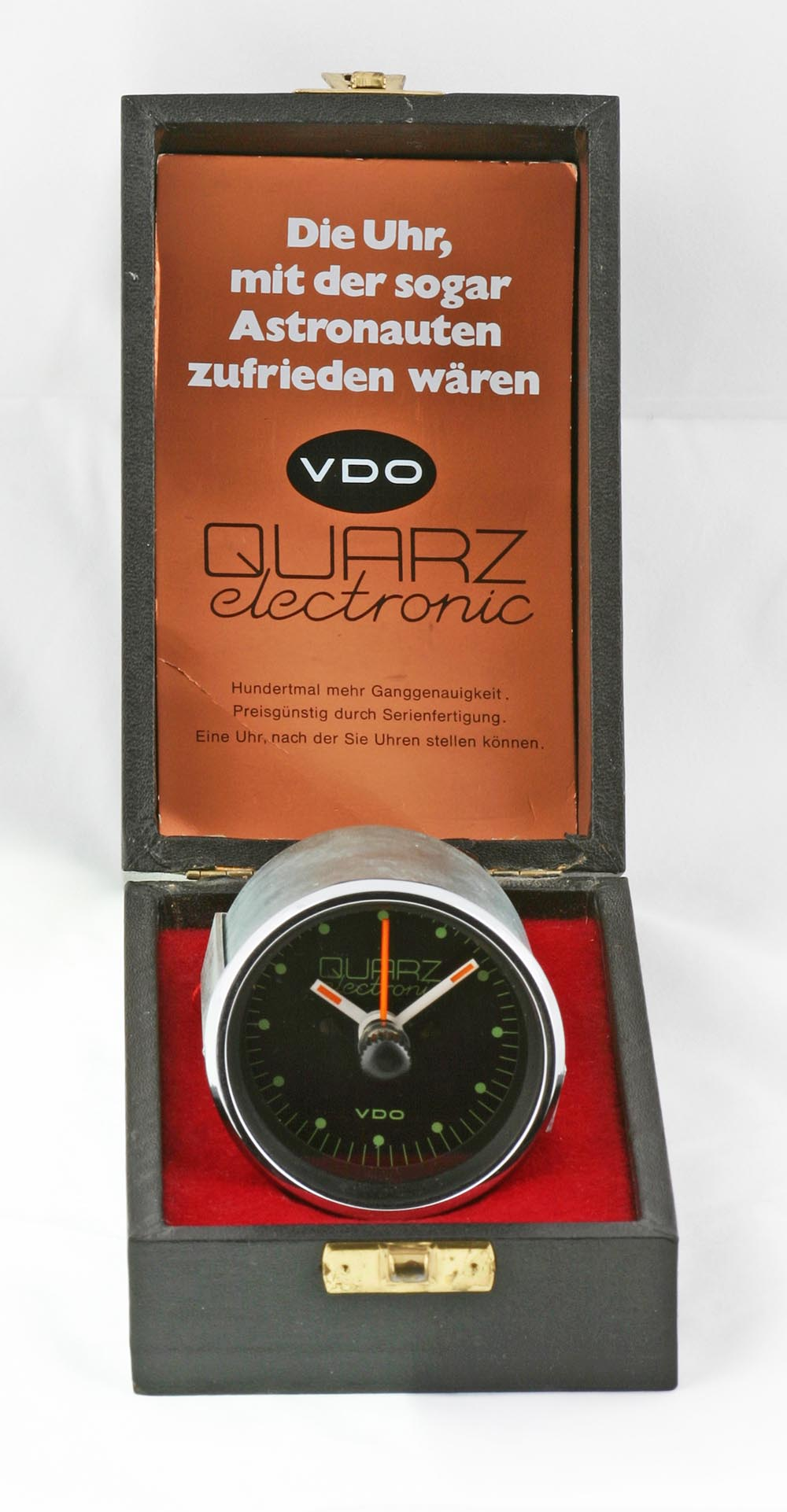
Welterste Quarz-Autouhr Q4, VDO, Frankfurt am Main, 1969.

Um 1965 hatten mechanische und elektromechanische Uhren durch die starken Temperaturschwankungen im Auto noch einen Gangfehler von bis zu 90 Sekunden pro Tag (45 Minuten im Monat). 1966 beschloss der Frankfurter Autozubehörhersteller VDO, eine Quarzuhr zu entwickeln, die den Markt revolutionieren sollte, indem sie hundertmal genauer als herkömmliche Fahrzeuguhren sein sollte.
Die serienmäßige Autoquarzuhr kam 1969 mit einer Auflage von 1000 Stück auf den Markt. 1970 begann die Großserienproduktion mit einer Stückzahl von über einer Million. Zunächst musste der Hersteller VDO allerdings einen Verlust hinnehmen, da die Autohersteller nicht bereit waren, für die Quarzuhr einen höheren Preis als für eine herkömmliche zu bezahlen. VDO erlöste für jede Uhr nur 10 DM bei Gestehungskosten von 11 DM.
Die Investition von rund 30 Millionen DM in Entwicklung und Beteiligung an einem amerikanischen Halbleiterhersteller zahlten sich aber trotzdem aus. VDO war für mehrere Jahre führend im Autouhrenmarkt und konnte dank verbilligter Produktion die Anfangsverluste bald abtragen. Zwischen 1970 und 1984 verkaufte VDO ungefähr 30 Millionen Quarzuhren für Automobile.

### Andere Quarzgroßuhren

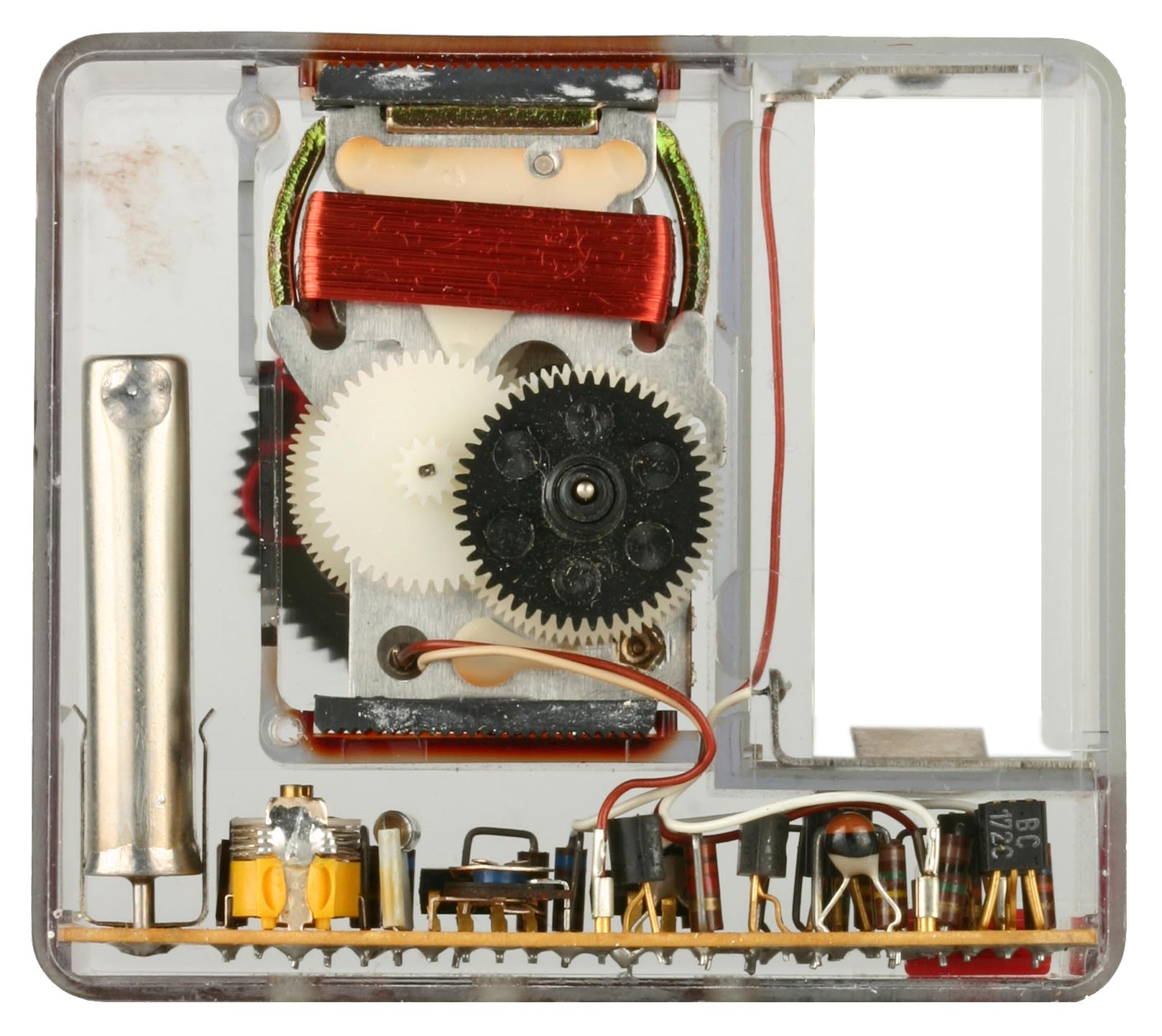
Erstes Großserien-Uhrwerk für Tisch- und Wanduhren CQ 2000, Staiger, St. Georgen, 1971

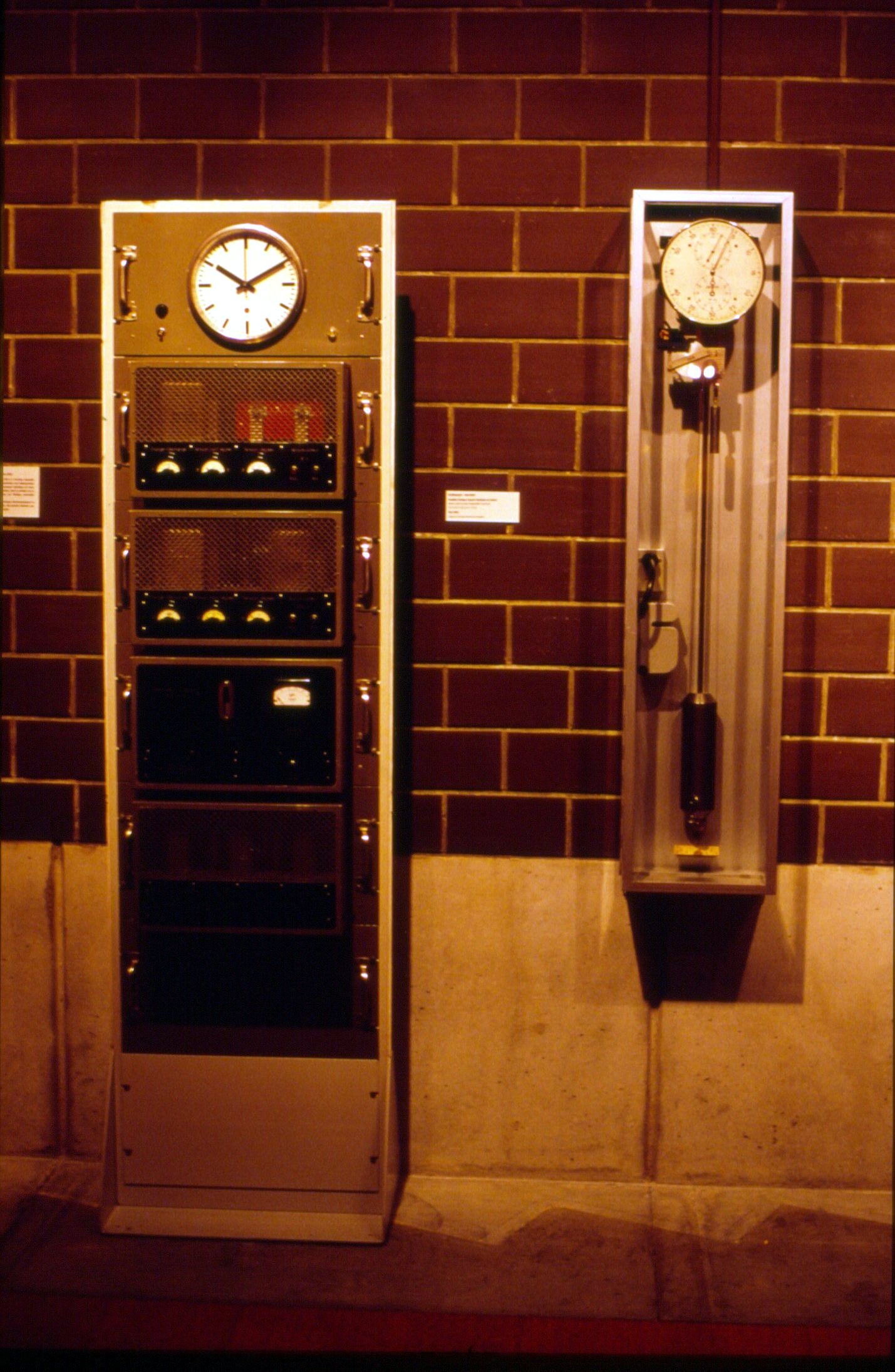
Eine der ersten Quarzgroßuhren (links)

Die Quarzrevolution im Großuhrenbau ging von der Schwarzwälder Uhrenindustrie aus, die bis in das letzte Drittel des Zwanzigsten Jahrhunderts Exportweltmeister für Wecker, Wand- und Tischuhren war.
1970 stellte die Freiburger Halbleiterfirma Intermetall (ITT, heute: Micronas) einen Mikrochip vor, der einen siebenstufigen Frequenzteiler enthielt. Unter Verwendung dieses ICs begann die mittelständische Uhrenfirma Werner Staiger aus St. Georgen 1971 mit der Serienproduktion von Chrometron CQ 2000, dem ersten preisgünstigen Quarzwerk für den Uhrenmarkt. Anfangs kostete es im Großhandel noch etwa 100 DM. Fast im Jahrestakt wurde eine neue Generation von Werken vorgestellt. Die Zahl der Einzelteile sank dramatisch, und damit auch der Preis. 1982 lieferte Staiger ein Quarzuhrwerk für nur noch 5 DM. Um 1985 war es Staiger zusammen mit dem örtlichen Konkurrenten Kieninger & Obergfell (KUNDO) gelungen, Quarzuhrwerke erstmals vollautomatisch herzustellen. 1989 verließen 60 000 Werke täglich die Produktion. Die fusionierte Firma KundoStaiger hatte sich bis 1990 zur größten Uhrenfirma in Europa entwickelt. Der Preis für ein Quarzwerk war bei etwa 1,40 DM angelangt. Einen wesentlichen Anteil an diesem Preisverfall der Großuhr hatte der Ersatz vieler Metallteile durch Kunststoffteile, bis hin zu Zahnrädern. Durch Einsparung von Arbeitsgängen in der Teileproduktion (Spritzgussteile) und Integration von Einzelteilen zu größeren Baugruppen wurde die Produktion einfacher und preisgünstiger. Auch hier nahmen die beiden St. Georgener Unternehmen Kundo und Staiger durch ihre jahrzehntelange Erfahrung mit thermoplastischen Werkstoffen eine führende Rolle ein.
Die meisten der traditionell metallverarbeitenden Betriebe der Uhrenindustrie waren nicht in der Lage, die doppelte Herausforderung durch Kunststoff und Elektronik zu meistern. Deshalb verschwand die Fertigung mechanischer und elektromechanischer Großuhren in den 1970er und 1980er Jahren international bis auf wenige Reste. Die fernöstlichen Unternehmen erwiesen sich als die erfolgreichsten. Auch die Pioniere der Quarzrevolution konnten dieser Konkurrenz, die schnell die neuen Produktionsverfahren kopiert hatte, auf Dauer nicht standhalten. So musste KundoStaiger im Jahr 2000 Insolvenz anmelden. In Baden-Württemberg, dem ehemaligen Weltzentrum der Großuhrenproduktion, sank die Zahl der Beschäftigten von 32.000 (1970) über 8200 (1990) auf 1369 (2009).

### Quarzarmbanduhren

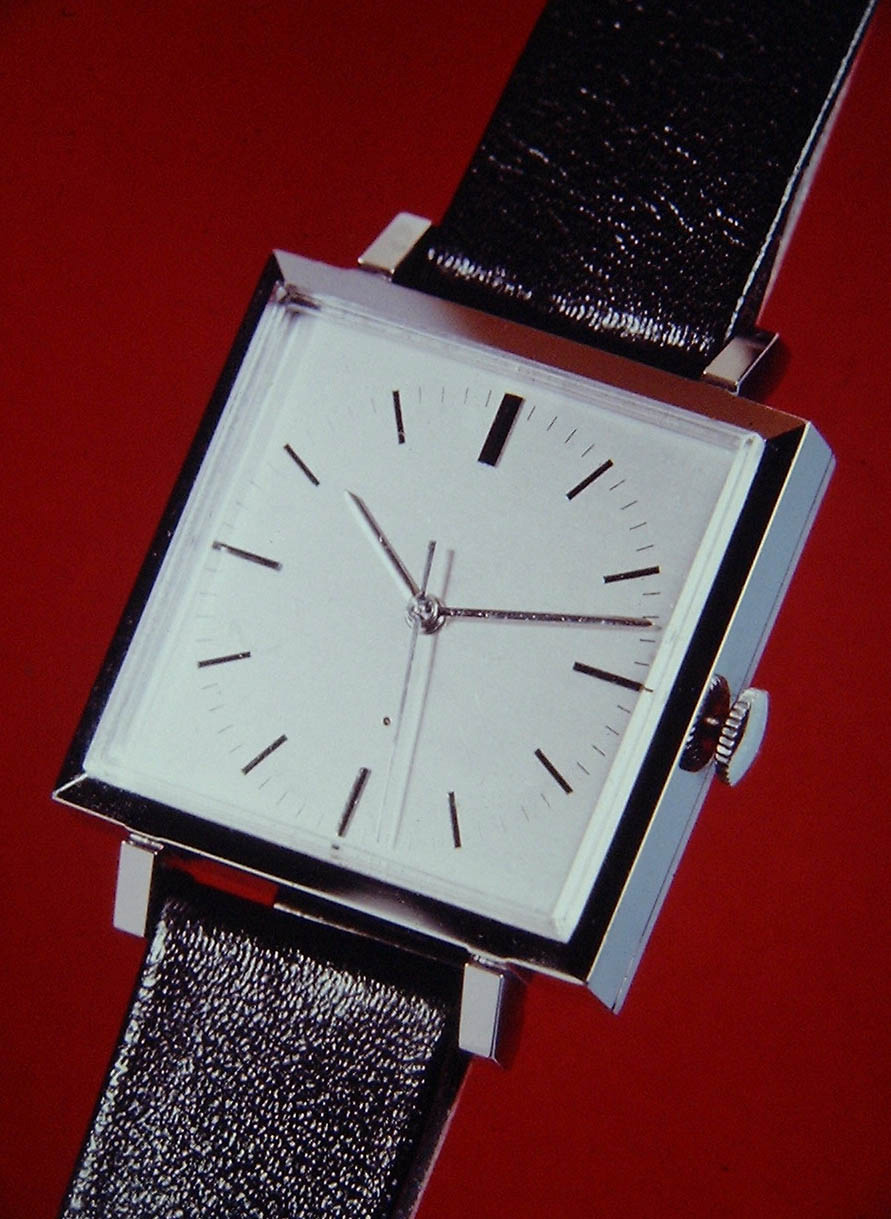
Prototyp der ersten Quarz-Armbanduhr Beta 1 des Centre Electronique Horloger (CEH), Schweiz, 1967

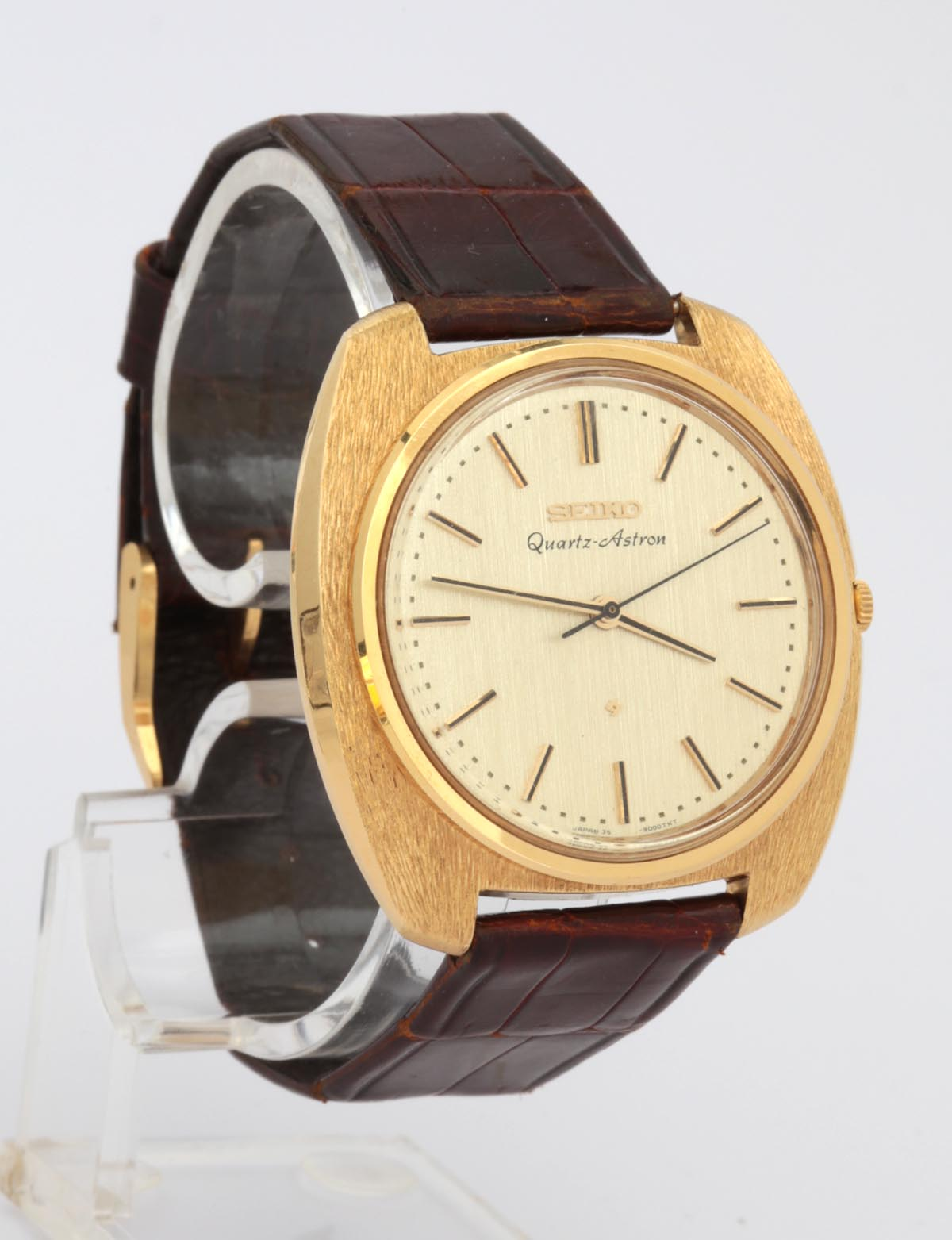
Die erste kommerzielle Quarzarmbanduhr Seiko-Astron mit Cal. 35A kam Weihnachten 1969 in Tokyo in den Verkauf.

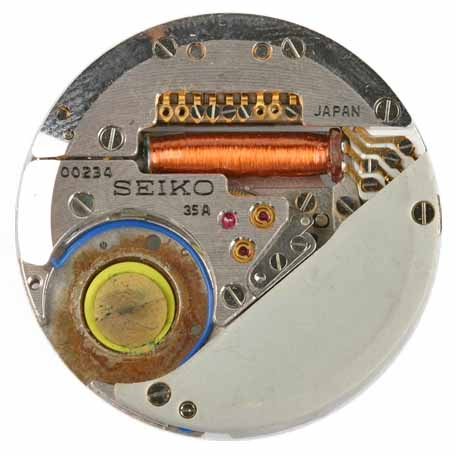
Kaliber 35A der Astron

Bis zum Anfang der 1970er Jahre konzentrierten sich etablierte Uhrenhersteller auf die Weiterentwicklung der mechanischen Uhr. Ziel der Uhrenentwicklung ist bis heute die Verbesserung der Ganggenauigkeit und eine Erhöhung der Gangreserve. Weiteres Entwicklungsziel ist neben der wirtschaftlichen Fertigung auch die Langlebigkeit und Unempfindlichkeit von Werk und Gehäuse. Durch die Verwendung eines Schwingquarzes (Uhrenquarz) als Taktgeber konnte die Ganggenauigkeit sogar um drei Zehnerpotenzen verbessert werden. Ein Batteriewechsel war etwa einmal pro Jahr notwendig. Zudem konnte ein Quarzuhrrohwerk zu einem Bruchteil des Preises gefertigt werden, es bestand aus weniger Bauteilen als das mechanische Pendant und war zugleich (im normalen Temperaturbereich) mechanisch unempfindlicher. Durch Quarz-Armbanduhren wurde eine bislang ungekannte Ganggenauigkeit der breiten Öffentlichkeit verfügbar gemacht, die zuvor nur in Wissenschaft und Technik Verwendung fand.
Die damals eingeführten Quarzuhren CEH Beta (Prototyp Beta 1 vorgestellt 1967 als weltweit erste Quarz-Armbanduhr) und die ab dem 25. Dezember 1969 erste kommerziell erhältliche Quarz-Armbanduhr Seiko Astron SQ übertrafen mechanische Uhren in all diesen Kriterien. Bereits die frühesten Quarzuhren fürs Handgelenk waren mechanischen Armbanduhren an Genauigkeit weit überlegen, doch waren sie noch sehr teuer. Weihnachten 1969 kostete die erste käufliche Quarzarmbanduhr Seiko Astron 460.000 Yen – den Gegenwert eines Kleinwagens. Die erste Digitaluhr Pulsar (mit temporärem LED-Display) von Hamilton war im Erscheinungsjahr 1972 für 2100 US-Dollar erhältlich, was dem Preis eines Kleinwagens entsprach. Im Jahr 1974 wurde mit der Marine Chronometer von Omega SA die erste Armbanduhr als Marinechronometer zertifiziert, mit einer Schwingquarz-Frequenz von 2 359 296 Hz, einer Gangabweichung von weniger als 12 Sekunden pro Jahr und einem Verkaufspreis von 1850 US-Dollar.
Doch bald schon begann der rapide Preisverfall der elektronischen Armbanduhren. Die Vorarbeit dafür hatte Seiko geliefert, das drei Schlüsseltechnologien entwickelte, die bis heute das Design der Quarzarmbanduhr bestimmen: der stimmgabelförmige, fotolithografisch hergestellte Quarzresonator, die integrierte Schaltung des CMOS-Typs und der Schrittschaltmotor. Ab 1972 verwendete man bei Seiko Schwingquarze mit der bis heute üblichen Frequenz von 32 768 Hz. Ab 1973 bezog man stimmgabelförmige Resonatoren dieser Frequenz beim US-amerikanischen Hochtechnologie-Unternehmen Statek, an dem Seiko mit 15 % beteiligt war. Ebenso früh setzte man bei Seiko auf die Entwicklung kompakter Schrittmotoren zur Bewegung des Zeigerwerks und stromsparender CMOS-ICs, welche anfänglich von der US-Firma Intersil bezogen wurden. Durch diese drei Faktoren konnten Quarzarmbanduhren bald in großen Stückzahlen weitgehend automatisiert hergestellt werden. Noch 2011 produzierte Seiko 150 Millionen Quarzuhrwerke jährlich.
Durch die konsequente Ausrichtung der Firmenpolitik auf die Massenfertigung von präzisen, wartungsarmen und preiswerten Quarzarmbanduhren bei Seiko hatte die japanische Uhrenindustrie einen Vorsprung von mehreren Jahren gegenüber der ausländischen Konkurrenz, auch gegenüber dem einstigen Branchenprimus Schweiz. Um 1970 hatte der Anteil der Schweiz an der Weltproduktion der weitgehend mechanischen Armbanduhren stückzahlmässig noch etwa 50 % betragen. Durch die Krise sanken die Beschäftigtenzahlen in der Schweizer Uhrenindustrie bis 1988 um zwei Drittel, von etwa 90 000 auf etwa 28 000. Die Anzahl der Betriebe in der Schweizer Uhrenindustrie sank von 1600 im Jahr 1970 auf heute 600.
In anderen Ländern mit Kleinuhrproduktion wie Frankreich, Deutschland oder den Vereinigten Staaten verschwand in den 1970er und 1980er Jahren die Herstellung von Armbanduhrwerken bis auf wenige Nischen (Funkuhr) fast vollständig. Unter den amerikanischen Uhrenherstellern überlebte nur Timex. Auch Schweizer und deutsche Uhrenunternehmen verkannten den Trendwechsel auf dem Markt und japanische Uhrenhersteller überschwemmten den Markt mit den preiswerten und genauen Quarzuhren. Teils kam die Entwicklung eigener Quarzkaliber zu spät, teils überforderte der schnelle Wechsel von einer Werkegeneration zur nächsten wie in Deutschland die mittelständischen Unternehmer finanziell. Auf ihre Eigenständigkeit bedacht, konnten sie sich nicht oder nur halbherzig entschließen, firmenübergreifende Kooperationen bei der Entwicklung einzugehen.
Neben der technologischen Umstellung spielten Veränderungen der Währungswechselkurse und der Konjunkturverlauf eine bedeutende Rolle. Während der 1970er Jahre verlor der US-Dollar gegenüber den Währungen in Ländern europäischer Uhrenhersteller wie Deutschland und der Schweiz massiv an Wert. Schon bevor das Bretton-Woods-System geregelter Wechselkurse 1973 formal aufgegeben wurde, verlor der US-Dollar an Wert. Anschließend stieg beispielsweise der Schweizer Franken gegenüber dem US-Dollar von Anfang 1973 bis Ende 1976 nochmals um etwa ein Drittel. Zudem erlebte die Weltwirtschaft 1973/1974 die schwerste Rezession der Nachkriegszeit. Dies führte zu einer Absatzkrise derjenigen europäischen Uhrenfirmen, welche einen wesentlichen Anteil ihrer Exporte nach den USA und in weitere Länder mit entsprechend schwachen Währungen machten. Japanische Hersteller profitierten davon, dass der Japanische Yen nicht in demselben Maß aufgewertet wurde.

### Ende der Quarzkrise
Allein der Schweiz gelang es, die Entwicklung zugunsten der einheimischen Uhrenindustrie zu beeinflussen. Als einer der entscheidenden Schritte zur Trendwende kann das Engagement des damaligen Insolvenzverwalters und Unternehmensberaters Nicolas Hayek angesehen werden. Hayek sollte die beiden damals stark angeschlagenen Unternehmen ASUAG (Allgemeine Schweizerische Uhrenindustrie AG) und SSIH (Société Suisse de l’Industrie Horlogère) aus der Krise führen.
Er organisierte ab 1983 die Fusion der beiden Unternehmen, erhöhte die Produktivität der Fertigung durch Automatisierung, brachte mit der Swatch eine preiswerte Quarzuhr mit abwechslungsreichem Design auf den Markt und sorgte auch für die Auslastung der Zulieferfirmen Nivarox-FAR und Comadur durch den Bau einer Swatch-Automatik-Uhr mit dem Kaliber 2842 des Herstellers ETA. Im Zuge der Automatisierung reduzierte er die Anzahl der notwendigen Bauteile einer Swatch auf 51, im Vergleich zu mindestens 125 Teilen bei einer mechanischen Uhr. Hayek erkannte auch, dass der Begriff Swiss Made immer noch einen erheblichen Image-Faktor beim Kauf darstellen konnte, und setzte dies bei der Vermarktung gezielt ein.
Der Verkauf von mechanischen Uhren nahm ab den 1990er Jahren im mittleren und oberen Preissegment wieder zu, aufgrund der Vorliebe vieler Käufer für den ästhetischen und in seiner Funktionsweise leichter nachvollziehbaren Mechanismus. 2012 war der Umsatz mit mechanischen Schweizer Uhren höher als derjenige mit über einer Milliarde elektronischer Zeitmesser aus Asien.